# 大道マコ
大道 マコ（だいどう まこ）は、栃木県出身の歌手。ウイングジャパン所属。

## 人物・エピソード
中学生のころからラジオ・テレビのオーディション番組に出場。デパートの受付案内、広告モデルを経て上京。
映画俳優の宝田明のプロダクションからスカウトされ、作曲家・森川龍の元でレッスンを受け1971年（昭和46年）キャニオンレコードから「何処が私の行き止まり/よくある話」でデビュー。
1982年（昭和57年）からカラオケの指導を始め現在に至る。
1983年（昭和58年）、13年間続けた芸能活動を休止。
作曲家の森川龍の推薦を受け、2005年（平成17年）11月23日「母水仙/涙の海峡」で徳間ジャパンよりメジャー再デビュー。
2010年（平成22年）8月1日、「雪つばき/北情話」をウイングジャパンよりリリース。
2013年（平成25年）10月6日、「雪つばき〜ギターバージョン〜/ふたり川」をウィングジャパンよりリリース。

## 主な活動
音楽情報紙「みんなの歌謡曲」連載中
インターネットラジオ「みんかよタイム」放送中
カラオケ教室主宰
カラオケ発表会・ディナーショーを定期的に開催。